# Wytwórnia Filmów Fabularnych w Łodzi
Wytwórnia Filmów Fabularnych w Łodzi (WFF) – polska wytwórnia filmowa powstała w 1950 w Łodzi (wcześniej, od 1945, działająca jako część Przedsiębiorstwa Państwowego „Film Polski”); największa polska wytwórnia filmowa, kolebka kinematografii polskiej. Powstała początkowo w Lublinie jako Czołówka Wytwórnia Filmowa Wojska Polskiego. W okresie 1945–1998 działała w Łodzi, specjalizując się w produkcji filmów fabularnych.
W grudniu 1945 rozpoczęto tu zdjęcia do filmu Zakazane piosenki, jednak pierwszym zrealizowanym obrazem był film krótkometrażowy Wieczór wigilijny. W 1953 powstał pierwszy polski film barwny Przygoda na Mariensztacie.
W łódzkiej wytwórni powstało kilkaset polskich filmów. Na potrzeby ich produkcji służyły atelier i laboratoria, dokonywano tu także m.in. udźwiękowienia i opracowania dźwięku poszczególnych tytułów.
W latach dziewięćdziesiątych WFF w Łodzi przeszła głęboki kryzys, którego skutkiem był upadek wytwórni i sprywatyzowanie znacznej części majątku. Wytwórnia przekształcona została w Łódzkie Centrum Filmowe, niewielką firmę zajmującą się obsługą produkcji filmowej.
W miejscu dawnej Wytwórni Filmów Fabularnych swoją siedzibę mają firmy oraz instytucje, które kontynuują tradycję filmową adresu ul. Łąkowa 29; należą do nich:
- TOYA – jeden z największych operatorów sieci kablowej w Polsce z udziałem kapitału polskiego,
- Toya Studios – studio postprodukcji dźwiękowej
- Klub Wytwórnia
- Opus Film – producent filmów i reklam,
- Oddział Filmoteki Narodowej – zbiór negatywów polskich filmów.

Obecnie na miejscu części starego budynku wytwórni, powstał czterogwiazdkowy hotel DoubleTree by Hilton, kontynuujący również historię WFF. Filmowy charakter ma podkreślać wkomponowanie interpretacji kadru w elewację budynku oraz uruchomienie w hotelu nowoczesnego kina.